# Île Sainte-Geneviève
Île Sainte-Geneviève är en ö i Kanada.   Den ligger i provinsen Québec, i den östra delen av landet, 1 100 km nordost om huvudstaden Ottawa. Arean är 4,6 kvadratkilometer. Ön ingår i Archipel-de-Mingans nationalpark.
Terrängen på Île Sainte-Geneviève är mycket platt. Öns högsta punkt är 37 meter över havet. Den sträcker sig 2,9 kilometer i nord-sydlig riktning, och 2,8 kilometer i öst-västlig riktning.